# Trasjanka
Trasjanka (bjeloruski: трасянка) je bjelorusko-ruski patois ili vrsta međujezika (s jezikoslovačke točke gledišta). Neki autori ga smatraju sociolektom.
Često ga se označava "pidžinom" ili čak "kreolskim", što nije točno po ikako raširenoj definiciji pidgina i kreolskog.

## Podrijetlo naziva
Na bjeloruskom jeziku, riječ u doslovnom prijevodu označava niskokakvoćno sijeno, nastalo kada siromašniji ratari tresenjem miješaju (bjeloruski: трасуць, čitaj: trasuc) svježi otkos trave s jučerašnjim osušenim sijenom. Riječ je relativno nedavno pokupila drugo značenje (u smislu "jezične mješavine"),  vjerojatno u doba raspada SSSR-a, iako je i otprije ta jezična pojava bila poznata.
Postojali su i drugi nazivi (navedeni su kako se čita i piše na bjeloruskom): 
- "movnaja žvačka" (bjeloruski: "моўная жвачка")
- "movnij gibrid" (bjeloruski: "моўны гібрыд")
- "movnij suragat" (bjeloruski: "моўны сурагат")
- "movnaja himera" (bjeloruski: "моўная хімэра")
- "mešanina" (bjeloruski: "мешаніна")
- "lamanina" (bjeloruski: "ламаніна")
- "tarabarščjina" (bjeloruski: "тарабаршчына").

1920-ih se javio i izraz "čavnja" (bjeloruski: "чаўня") (moguće nastalo od bjeloruske riječi "чаўпсьці") (Vaclav Lastovski).  Kao što je vidljivo, u nazivana je jezičnim hibridom, surogatom, himerom, mješavinom...

## Govorno područje
Na području, gdje su međe između Bjelorusije i Rusije, čak i u današnjici (podatak iz 2004.), bjelorusko-ruska jezična mješavina ne biva nazivana "trasjankom". Riječ, koja se ondje mnogo češće koristi je mešanka, sa sličnim značenjem kao "trasjanka".
Nastala je kao sredstvo komunikacije između bjeloruskog selskog stanovništva i ruskih činovnika. Trasjanka je vrsta jezika, kojom tipično govore seljani u Bjelorusiji, čiji materinski jezik je bjeloruski, ali su ga napustili u korist ruskog, smatrajući potonjeg "gradskijim", "modnijim", "uljuđenijim". Stoga su prestali govoriti ovom mješavinom, odnosno međujezikom.
Prema jezikoslovcu Hienadziju Cjihunu, veliku ulogu u širenju trasjanke odigrala je Staljinova represija 1920.-ih i 1930.-ih godina. Trasjanka se proširila u gradove migracijama stanovništva sa sela. Tako se trasjanku može čuti u bjeloruskim gradovima, gdje njome govore stariji i ljudi srednje dobi, (obično rečeni bivši doseljenici iz sela u gradove). Njome govore i neki obrazovaniji ljudi (stariji ili srednje dobi), primjerice, bjeloruski predsjednik (polovicom 1990-ih) ili ministar poljodjelstva (u 2005.) i još neki. Trasjanka nije postala osnovno sredstvo komunikacije, jer ju se smatralo kao "nepismenjački, priprosti, nekulturni jezik" (bjeloruski: некультурная мова).
Izgleda da je to nepostojan jezik, čija uporaba bi se mogla smanjiti u budućnosti, jer mlađi naraštaji ne govore njome.

## Društveni problemi
Postoje određeni društveni problemi kada se govori trasjankom, posebno kada pitanje generacijskog jaza kojeg trasjanka i književni bjeloruski tvore između roditelja i djece, a i odbijanje i otuđenje s kojim su se suočili neki nacionalistični aktivisti koji ustraju na uporabi ispravnog književnog bjeloruskog.
Pak, za druge intelektualce, čije obrazovanje je povezano s narodnom kulturom (među kojima su filolozi, jezikoslovci, povjesničari, kulturolozi, etnolozi itd.), trasjanka također nije prihvatljiva u formalnoj komunikaciji.
Općenito, drži ju se "iskvarenim" bjeloruskim i ruskim. Postoje neki komičari u Bjelorusiji (primjerice Saša i Siroža), koji koriste trasjanku u njihovim djelima.

## Struktura
Govornici trasjanke koriste većinom ruski skup riječi, ali imaju sačuvanu fonetska svojstva bjeloruskog. Gramatika izgleda kao kombinirana bjelorusko-ruska. Iako nema strukturalnih regulativa, trasjanka je relativno promjenljiva i predstavlja prije jezični kontinuum između bjeloruskog i ruskog nego diskretni jezični sustav.
U Ukrajini postojo slična društveno-jezikoslovna pojava, mješavina ukrajinskog i ruskog, zvana suržik.

## Trasjanka i jezikoslovci
Trasjanka je bila ignorirana od glavne jezikoslovačke struje i od sociologa u Bjelorusiji i inozemstvu sve do 1990-ih, kada su se počeli pojavljivati prvi članci koji su se isključivo bavili s trasjankom (vidi reference ispod).
U starijoj jezikoslovnoj literaturi, ovaj fenomen se obrađivao pod poglavljima "jezične kultivacije" ("kul'tura movy"), "jezikoslovne interferencije" i sl.

## Reference i vanjske poveznice
- CIHUN, Hienadz A. (2000): Krealizavani pradukt (trasianka jak ab'jekt linhvističnaha dasledavannia). Arche - Pačatak  Arhivirana inačica izvorne stranice od 1. svibnja 2005. (Wayback Machine), 6.
- KALITA I. V. (2010) Современная Беларусь: языки и национальная идентичность. Ústí nad Labem, ISBN 978-80-7414-324-3, 2010, 300 s. s. 112-190. (URL - http://kamunikat.org/Kalita_Ina.html)
- LISKOVEC, Irina V. (2002): Trasjanka: proishoždenije, suščnost', funkcionirovanije. In Antropologija, folkloristika, lingvistika, vyp. 2. Sankt-Peterburg: Evropeyskij universitet v Sankt-Peterburge, pp. 329–343.
- LISKOVEC, Irina V. (2003): Project Novije jaziki novih gosudarstv: javlenija na stike blizkorodstvennih jazikov na postsovetskom prostranstve  Arhivirana inačica izvorne stranice od 19. travnja 2005. (Wayback Machine). (dio o Bjelorusiji) Evropeyskij universitet v Sankt-Peterburge
- MEČKOVSKAjA, Nina B. (1994): Jazikovaja situacija v Belarusi: Etičeskije kolliziji dvujazičija. Russian Linguistics, 18, pp. 299–322.
- MEČKOVSKAJA, Nina B. (2002): Jazik v roli ideologiji: nacional'no-simvoličeskije funkciji jazika v belorusskoj jazikovoj situaciji. U Gutschmidt, K., et al. (eds.): Moeglichkeiten und Grenzen der Standardizierung slavischer Schriftsprachen in der Gegenwart. Dresden: Thelem, pp. 123–141.
- Trasjanke pravopis  Arhivirana inačica izvorne stranice od 13. prosinca 2004. (Wayback Machine)